# Lyanco
Lyanco Evangelista Silveira Neves Vojnović (serbisch-kyrillisch: Лијанко Еванжелиста Силвеира Невеш Војновић; * 1. Februar 1997 in Vitória), auch bekannt als Lyanco, ist ein serbisch-brasilianischer Fußballspieler, der beim Atlético Mineiro unter Vertrag steht.

## Karriere

### Verein
Lyanco wurde in Vitória geboren und begann seine Jugendkarriere bei Botafogo FR. Im Januar 2015 unterzeichnete er einen Vierjahresvertrag bei dem FC São Paulo. Lyanco machte sein professionelles Debüt als Einwechselspieler bei einem 2:1-Sieg gegen Athletico Paranaense. Er spielte das erste Mal über die vollen 90 Minuten in seinem dritten Profispiel, einem 0:0-Unentschieden gegen Joinville EC.
Am 29. März 2017 wurde bekannt gegeben, dass Lyanco einen Fünfjahresvertrag beim FC Turin in der Serie für eine Ablösesumme von 6 Millionen Euro zuzüglich Boni unterzeichnet hatte. Sein Ligadebüt gab er am 20. September 2017 bei einem 3:2 gegen Udinese Calcio.
Am 31. Januar 2019 schloss sich Lyanco bis zum 30. Juni 2019 dem FC Bologna auf Leihbasis an. Er erzielte sein erstes Tor in der Serie A am 13. Mai 2019 bei einem 4:1-Heimsieg gegen Parma Calcio.
Am 25. August 2021 schloss sich Lyanco dem FC Southampton an und unterschrieb einen Vierjahresvertrag für eine ungenannte Summe.
Für die Saison 2023/24 wechselte er per Leihe nach Katar zu al-Gharafa Sports Club. Im Juli 2024 ging der Spieler in seine Heimat zurück, wo er sich dem Atlético Mineiro anschloss.

### Nationalmannschaft
2016 spielte er für die U-19 Nationalmannschaft Serbiens. Er entschied sich später für Brasilien zu spielen und vertrat dessen U-20 Nationalmannschaft.

## Persönliches
Lyancos Großvater väterlicherseits, Jovan Vojnović, wurde in der serbischen Region Jugoslawiens geboren und wanderte im Zweiten Weltkrieg mit sieben Jahren nach Brasilien aus. Mütterlicherseits hat er portugiesische Wurzeln.

## Erfolge
U-22 Nationalmannschaft
- Turnier von Toulon: 2019

Atlético Mineiro
- Staatsmeisterschaft von Minas Gerais: 2025